# عبيد الله بن عبد الله الخزاعي
أبو أحمد عبيد الله بن عبد الله بن طاهر بن الحسين الخزاعي عُرف أيضًا بـابن طاهر (838 - 21 مايو 913) أمير طاهري وأديب وشاعر عربي عراقي من أهل القرن التاسع الميلادي/ الثالث الهجري. انتهت إليه رئاسة الأسرة. ولد في بغداد وولّي الشرطة فيها. كان مهيبًا رفيع المنزلة عند المعتضد العباسي. بارع في الهندسة والموسيقى، حسن الترسل. اشتغل بالحديث النبوي ويعد «صدوق حسن الحديث». له الإشارة في‌ أخبار الشعراء، والسياسة الملوكية، ومراسلات مع ابن المعتز. توفي في بغداد ودفن بمقابر قريش.

## سيرته
هو عبيد الله بن عبد الله بن طاهر بن الحسين بن مصعب بن رزيق بن ماهان الخزاعي الطاهري. ولد في بغداد سنة 223 هـ/ 838 م. ولي شرطة بغداد نيابة عن أخيه الأمير محمد بن عبد الله ثم استقل بها بعد موت أخيه. وكان رئيسًا جليلًا وشاعرًا محسنًا ومترسلًا بليغًا. وكان سيداً، وإليه انتهت رياسة أهله، وهو آخر من مات منهم رئيساً 

اشتغل بالحديث النبوي، وحدث عن أبي الصلت الهروي والزبير بن بكار الأسدي روى عنه محمد بْن يَحْيَى الصولي، وَعمر بْن الْحَسَن الأشناني، وأبو القاسم الطبراني، وغيرهم. وهو غير «عبيد الله بن عبد الله بن أقرم». 

توفي عبيد الله الخزاعي في 12 شوال سنة 300 هـ/ 21 مايو 913 م في بغداد ودفن بمقابر قريش وكانت وزارته عشر سنين وخمسين يوما. 

## شعره
من شعره:

## مؤلفاته
وله تصانيف منها
- الإشارة، في أخبار الشعراء
- السياسة الملوكية أو رئاسة السياسة أو رسالة في السياسة الملوكية
- البراعة في الفصاحة

## وصلات خارجية
- في بوابة الشعراء

| سبقه - | رئيس أسرة طاهرية‌ في بغداد 1 أبريل 903 - 21 مايو 913 | تبعه - |